# Ludwig Wunder
Ludwig Wunder (* 5. Mai 1878 in Lauf an der Pegnitz; † 7. März 1949 in Michelbach an der Bilz) war ein deutscher Reformpädagoge.

## Weg in die Reformpädagogik
Ludwig Wunder war der Sohn des Chemikers Justin Wunder (1838–1910). Er studierte Naturwissenschaften in Erlangen und München. 1899/1900 machte er einen Abschluss als „Verbands- und Oberlehrer“ in Naturwissenschaften und Chemie. 1900 bis 1902 besetzte er eine Assistentenstelle am Realgymnasium Schweinfurt. Von 1902 bis 1906 unterrichtete er  als Physik- und Chemielehrer an der  Hermann-Lietz-Schule Haubinda (Thüringen). Im Jahr 1906 entließ  er im Auftrag des Oberleiters Hermann Lietz den vorherigen Schulleiter Paul Geheeb. Dieser Konflikt um hauptsächlich pädagogische Fragen zu koedukativer Erziehung im Heim führte zu einer Sezession und der Gründung der Freien Schulgemeinde Wickersdorf. Auch Geheebs Anhänger Gustav Wyneken musste die Einrichtung verlassen. Ebenfalls 1906 wurde Wunder von Hermann Lietz zum Heimleiter und Lehrer an dessen  Neugründung auf Schloss Bieberstein (Hessen) ernannt. Zu Wunders Aufgaben gehörte u. a. auch der Wiederaufbau des Schlosses nach dem großen Brand 1908. Wunder entzweite sich später mit Lietz und zog 1912 nach Sendelbach, wo er Vorlesungen an Volkshochschulen und Schulungsvorträge hielt sowie physikalische Lehrbücher verfasste. 1915 söhnte er sich mit Gustav Wyneken aus, näherte sich dessen Sichtweise an und gab nun Lietz die Hauptschuld am Konflikt von 1906.  1917/18 nahm er als Soldat im Ersten Weltkrieg an Kämpfen an der Westfront teil.

## Gründungen
1919 erwarb Ludwig Wunder die Walkemühle bei Melsungen zum Aufbau eines Landerziehungsheims. Zu jener Zeit begeisterte er sich für die Ansichten des Philosophen Leonard Nelson, der Immanuel Kants kritische Philosophie fortführte. Wunder übergab die Walkemühle an Nelson und wurde dafür zum Bevollmächtigten des Aufbaus des Landerziehungsheims Walkemühle. Ende 1924 verließ er nach Differenzen mit Nelson die Walkemühle. Seine Nachfolgerin wurde Minna Specht.
Nach seiner Trennung von der Walkemühle strebte Wunder erneut eine Schulgründung an. In Herrlingen bei Ulm wollte er Frühjahr 1925 zusammen mit Claire Weimersheimer (1883–1963) deren dortiges Kinderheim zu einem Landerziehungsheim ausbauen. Das Projekt Landschulheim Herrlingen scheiterte an der Finanzierung und konnte erst 1926 von Anna Essinger, der Schwester von Claire Weimersheimer, realisiert werden. Wunder zog nach dem Scheitern seiner Pläne in Herrlingen im Sommer 1925 auf den Beeghof bei Crailsheim, wo er erneut eine Schule gründete.
1926 pachtete er Schloss Michelbach an der Bilz bei Schwäbisch Hall von den Fürsten von Löwenstein auf die Dauer von 50 Jahren. Der Pachtzins war sehr gering, da die Schlossanlage bereits zur Ruine verfallen war. Wunder richtete eine Etage des Schlosses notdürftig wieder her und begründete darin mit einer Lebensgemeinschaft aus sechs Personen ein vegetarisches Landerziehungsheim. Innerhalb der ersten beiden Jahre wuchs die Schülerzahl auf 28 an. Mit der Pacht des Schlosses war die Auflage verbunden, die Baulichkeiten binnen neun Jahren wieder bewohnbar zu machen, was Wunder in der Hälfte der Zeit gelang. Der Betrieb der Schule war anfangs defizitär, doch Wunder verstand es, die Kosten durch Fortbildungskurse beim Badischen Lehrerverein zu decken. Außerdem konnte er für die Schule noch verschiedene Grundstücke in der Umgebung erwerben, auf denen Nahrungsmittel für die Schule angebaut wurden.
Mit seinen Schülern beteiligte sich Wunder mehrfach an archäologischen Ausgrabungen, darunter 1929 der Ausgrabung einer Steinzeitsiedlung bei Blindheim, 1934 bei der Freilegung von Grabhügeln aus der Hallstattzeit im Groß-Weilerholz bei Triensbach und bei weiteren Grabungen 1939. Ab 1934 war er Mitglied der NSDAP, wobei sein Beitritt auf das Frühjahr 1933 rückdatiert worden war. Auch wenn die Begründung dafür gewesen war, so eine Gleichschaltung seines Landerziehungsheims durch die NSDAP zu vermeiden, und er im Frühjahr 1933 noch dem aus Berlin geflüchteten Pazifisten und Schriftsteller Magnus Schwantje Unterkunft bei sich gewährte, ändert das nichts daran, dass er sich Ende der 30er Jahre immer stärker zum überzeugten Nazi wandelte.
1934 erreichte Wunder die Umnutzung des Faller'schen Sägewerks in Michelbach mit der Hilfe der Gemeinde in eine Turnhalle, die vom örtlichen Turnverein und der Ortsschule mitgenutzt wurde. 1935 wurde die Koedukation beendet. 1940 wurde die Gleichwertigkeit der Schule mit höheren Staatsschulen anerkannt, gleichzeitig konnte Wunder den Ausbau des Dachgeschosses des Schlosses und damit einen Zuwachs an Lehrsälen und Schülerzimmern erwirken. In den Kriegsjahren war die Schule mit bis zu 100 Schülern belegt. Der Schulbetrieb fand bis 1945 statt und kam in den letzten Wochen des Krieges zum Erliegen. Sein als Nachfolger im Landerziehungsheim vorgesehener Sohn Robert war 1943 gefallen.
Die Räume in Schloss Michelbach wurden in der Nachkriegszeit zur Unterkunft von Displaced Persons benutzt, die von der Führung des Dritten Reiches verschleppt worden waren.
Wunder übte nach Kriegsende noch geraume Zeit den Posten des kommissarischen Bürgermeisters von Michelbach aus und verstarb 1949. Der Nazi-Ideologie ist er aber offenbar über das Kriegsende hinaus treu geblieben: „Es ist schwer nachzuvollziehen, dass ein Intellektueller wie Wunder noch 1949 wie zahlreiche damalige Deutsche am Faschismus viel Gutes fand.“

## Veröffentlichungen (Auswahl)
- Die Grundlagen unseres Denkens und ihre Abhängigkeit von der Rasse. In: Besondere Beilage des Stuttgarter NS-Kuriers mit Regierungsanzeiger für Württemberg. Nr. 5 vom 31. Oktober 1935, S. 129–138.
- Erinnerungen an Hermann Lietz. Sein Verhältnis zu Blut, Boden und Kirche. In: Privatschule und Privatlehrer. Jahrgang 41, Heft 5/6 (Mai/Juni 1941)